# Ancien cimetière de Basse Vallée
L'ancien cimetière de Basse Vallée est un ancien cimetière de l'île de La Réunion, département d'outre-mer français dans le sud-ouest de l'océan Indien. Situé sur le territoire de la commune de Saint-Philippe, il est inscrit en totalité à l'inventaire supplémentaire des Monuments historiques depuis le 26 janvier 2012.